# Cnemidocarpa margaritifera
Cnemidocarpa margaritifera is een zakpijpensoort uit de familie van de Styelidae. De wetenschappelijke naam van de soort is voor het eerst geldig gepubliceerd in 1919 door Michaelsen.